# روبين ألونسو
روبين ألونسو (بالإسبانية: Rubén Alonso) (1 سبتمبر 1962 بمونتفيدو في الأوروغواي - ) هو مدرب كرة قدم ولاعب كرة قدم أوروغواني في مركز الهجوم. لعب مع ريال إسبانيا وApaneca FC ‏ ونادي أليانزا ‏ وADET ‏ وC.D. Fuerte San Francisco ‏ وليمنيو ديبورتيفو ‏ وC.D. Sonsonate ‏ ونادي أورورا.

## وصلات خارجية
- روبين ألونسو على موقع قاعدة بيانات كرة القدم.إي يو (الإنجليزية)